# Перинчек, Догу
Догу́ Перинче́к (тур. Doğu Perinçek; род. 17 июня 1942, Газиантеп, Турция) — турецкий политический и партийный деятель. Председатель Рабочей партии (Турция) с 10 июля 1992 по 15 февраля 2015 года; после 2015 года — Председатель Партии Родины (Vatan Partisi).

## Биография
Родился 17 июня 1942 года в Газиантепе в семье Садыка Перинчека и его жены Лебибе Олджайту. Окончил начальную школу Анкара Сарар, лицей Ататюрка и старшую школу Бахчеливлер Денеме. Учился в Институте имени Гёте (Германия), но бросил его и поступил на юридический факультет Анкарского университета. После окончания университета читал лекции по публичному праву. Позднее получил докторскую степень в Институте Отто Зура.
В 1968 году принимал участие в очередной попытке открытия журнала «Aydınlık». Один из основателей революционной рабоче-крестьянской партии Турции.
21 марта 2008 года был арестован как один из подозреваемых по делу «Эргенекон». 5 августа 2013 года был приговорён к пожизненному заключению. В марте 2014 года приговор отменён.

### Политические высказывания
В отличие от официальных турецких властей Перинчек в 2022 году одобрил вторжение России на Украину, заявив, что «оружие, используемое Россией, это оружие, которое приносит мир и спокойствие».

### Арест в Швейцарии
Во время своих визитов в Швейцарию Перинчек неоднократно называл геноцид армян «большой международной ложью». В марте 2007 года он был признан швейцарским судом виновным в расовой дискриминации и приговорён к 90 дням тюремного заключения и штрафу в размере трёх тысяч швейцарских франков. Перинчек подал апелляцию, но Федеральный суд Швейцарии признал приговор законным. После этого была подана жалоба в ЕСПЧ. В декабре 2013 года нижняя палата суда ЕСПЧ признала, что Швейцария нарушила право Догу Перинчека на свободу выражения. Правительство Швейцарии оспорило это решение, но Большая Палата суда ЕСПЧ признала решение законным.

### Личная жизнь
Женат. Четверо детей, две дочери, Зейнеп и Кираз, и два сына, Джан Перинчек и Мехмет Бора Перинчек.